# José Joaquim Monteiro da Silva

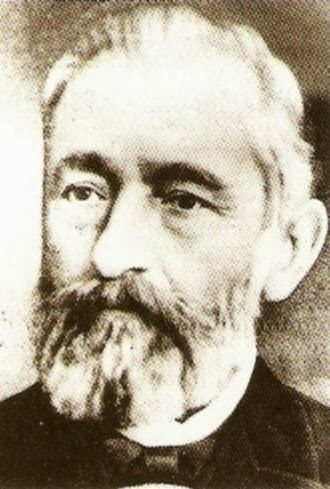

José Joaquim Monteiro da Silva, primeiro e único barão de Santa Helena (Entre Rios de Minas, 20 de agosto de 1827 — Juiz de Fora, 30 de outubro de 1897), foi um abastado fazendeiro, empresário, militar e político brasileiro.
Foi deputado geral, vice-presidente de província e senador do Império do Brasil de 1889 a 1889. Era coronel reformado da Guarda Nacional.
Foi fundador do Banco de Crédito Real de Juiz de Fora e da Estrada de Ferro União Mineira.
Foi agraciado barão por decreto de 13 de dezembro de 1876. Era comendador da Imperial Ordem de Cristo.